# Wilhelm Valke
Wilhelm Valke (* im 15. Jahrhundert; † 21. August 1568) war Domherr in Münster.

## Leben
Wilhelm Valke entstammte dem westfälischen Adelsgeschlecht Valke und war der Sohn des Bernd von Valke zu Venhaus und dessen Gemahlin Anna Bar. Erstmalige Erwähnung als Domherr zu Münster findet er am 1. September 1526. Zehn Jahre später, am 26. März 1536, wurde ihm die Verwaltung des Amtes Lüdinghausen übertragen. Im Juli 1538 erhielt er das Amt als Lehen. Auf Bitten seines Vaters kam Wilhelm mit Zustimmung des Bischofs Franz von Waldeck im Oktober 1552 als Nachfolger des Sander Morrien in den Besitz des Amtes Mesum. 1556 gehörte ihm die Obedienz Hiddingsel und im Jahr darauf erhielt er das Archidiakonat Warendorf. Am 5. September 1558 wurde er Archidiakon in Milte. Das Amt Lüdinghausen wurde ihm endgültig am 2. August 1562 übertragen. Nach seinem Tod kam Bitter von Raesfeld in den Besitz seiner Präbende.